# Віреончик сірокрилий
Віреончик сірокрилий (Vireo sclateri) — вид горобцеподібних птахів родини віреонових (Vireonidae).

## Поширення
Поширений на півдні Венесуели, південно-західній частині Гаяни та на крайній півночі Бразилії; нещодавно записано з центрального Суринаму (Тафельберг). Цей вид вважається досить поширеним у природному середовищі існування: на кронах і узліссях вологих гірських лісів на висоті від 600 до 2000 м.